# Anomophysis ellioti
Anomophysis ellioti är en skalbaggsart som först beskrevs av George Robert Waterhouse 1884.  Anomophysis ellioti ingår i släktet Anomophysis och familjen långhorningar.
Artens utbredningsområde är:
- Laos.
- Nepal.

Inga underarter finns listade i Catalogue of Life.